# Csepca
A Csepca (oroszul Чепца [Csepca], udmurtul Чупчи [Csupcsi], tatárul Чюпче [Csjupcse]) folyó Oroszország európai részén, a Permi határterületen, Udmurtföldön és a Kirovi területen. A Vjatka legnagyobb, bal oldali mellékfolyója.

## Földrajz
Hossza: 501 km, vízgyűjtő területe: 20 400 km², évi közepes vízhozama (a torkolattól 85 km-re): 130 m³/s. (Más forrás szerint hossza: 524 km, vízgyűjtő területe: 19 126). Átlagos esése 10 cm/km.
A Permi határterületen, a Felső-kámai-hátságon ered, majd Udmurtföld északi részén széles, mély völgyben folyik északnyugat felé. Alsó szakaszán, a Kirovi területen a Vjatkai-uvalokon folyik keresztül és kevéssel Kirovo-Csepeck felett ömlik a Vjatkába.
Síkvidéki folyó. Medre homokos, sekély, erősen kanyarog; sok a sellő és a gázló. A meder szélessége a felső folyáson 20-40 m, az alsón 100-120 m. Glazovnál 1961-ben a folyó átlagos mélysége a januári 1,03 m és a májusi 4,8 m között mozgott.
Főként hóolvadék táplálja. Novemberben befagy, márciusra a jég vastagsága meghaladja a 60 cm-t. A folyó április második felében, májusban szabadul fel a jég alól. Árvize többnyire április végén kezdődik és június elejéig eltart: felső folyásán átlagosan 27 napig, az alsón 47 napig. Nyáron, július-augusztusban nagyon alacsony vízállásokat mérnek.
Csak a Kirovi területen, a torkolattól 135 km-ig hajózható. Széles völgyének bal partján vezet a Kirov–Perm vasútvonal hosszú szakasza.
Jelentősebb bal oldali mellékfolyói: Loza (127 km), Lekma (127 km), Szvjatyica (141 km), Kosza.

## Települések
Települések a folyó mentén (a forrástól a torkolat felé):
- Gyebjoszi
- Balezino
- Glazov
- Jelovo
- Kirovo-Csepeck

## Történelem
A Csepca melléke az udmurtok, vagy legalábbis északi népcsoportjuk kialakulásának valószínűsíthető helye. A Felső-Csepca mentén végzett ásatások leletei az ún. polomi régészeti kultúrához (5–9. század) tartoznak. Emlékei főként a jobb parton, a mai Glazovig terjednek. A 10. században a polomit felváltotta a csepcai kultúra, mely a 13. századig, az orosz hódításig létezett. Emlékei a polomanál nagyobb területre terjednek ki: dél felé több bal oldali mellékfolyó völgyére, nyugaton pedig egészen a mai Jarig. A csepcai kultúra leghíresebb feltárt emléke Idnakar, vagyis 'Idna vára', (másképpen: Szoldirszkoje gorogyiscse I., Солдырское I городище). Több kutató szerint ez volt az északi udmurtok központja. Egy másik nézet szerint azonban a polomi-csepeci kultúra emlékei összefüggnek ugyan az udmurt nép kialakulásának történetével, de a középkorban a leendő északi udmurtok központi körzete nem a Csepca, hanem a Vjatka középső folyásán volt.